# DiSEqC
DiSEqC (ИПА:daɪˈsɛk; енгл. Digital Satellite Equipment Control) представља отворени стандард из области ТВ технике и представља специјални комуникациони протокол коришћен у размјени сигнала између ресивера и мултисклопке односно антенског мотора, развијен сарадњом компанија Eutelsat и Philips. Појавом ове технологије се могућности пређашњих технологија (14/18  и 22 ) квалитативно знатно превазилазе и омогућује комуникацију више уређаја од дотадашњих технологија.

## Историја
Масовним увођењем Astra ТВ сателитског система почетком 90-их, је порасла потражња за уређајима за једноставан пријем ТВ сателитских сигнала. У то вријеме су у употреби махом били механички или мангетни поларизатори. За њихово функционисање је, поред полагања коаксијалних каблова, било потребно и полагање управљачких водова. Постојали су и коаксијални каблови са уграђеним управљачким водовима. Да би се подесила поларизација, било је потребно подешавање посебних параметара (енгл. Skew) за сваки жељени програм. Алтернативно су се полагали посебни каблови за сваки сателитски разводни блок (вертикално/хоризонтално).
Помоћу новог DiSEqC стандарда је постало могуће слање сигналних команди од ресивера према LNB (енгл. Low Noise Block Converter) уз истовремено смањену потрошњу енергије.

## Верзије протокола
- 1.0: Подржава 4 позиције сателита, два опсега и двије поларизације - укупно 16 сигналних стања
- 1.1: Четири додатне опције; 64 позиције сателита и 256 сигналних стања; практично ријетки ресивери подржавају ипак само 16 сат. позиција што у ствари представља само 64 сигнална стања
- 1.2: Додатна могућност контроле ротора за позиционирање
- 2.0: Бидирекционална комуникација са истим бројем сигналних стања као и 1.0
- 2.1: Контрола ресивера каблом; 4 додатне адресе шалтера
- 3.0: Додатне програмерске опције чиме се омогућава реализација скоро бесконачног броја једнокабловских система комбинацијом и програмирањем више система.